# Schizocosa venusta
Schizocosa venusta là một loài nhện trong họ Lycosidae.
Loài này thuộc chi Schizocosa. Schizocosa venusta được Carl Friedrich Roewer miêu tả năm 1959.